# Bismarck (1939)
«Бисмарк» — линкор немецкого военного флота, один из самых известных кораблей Второй мировой войны. Назван в честь первого канцлера Германской империи Отто фон Бисмарка. Во время своего первого и единственного похода в мае 1941 года корабль потопил в Датском проливе британский линейный крейсер «Худ» (англ. HMS Hood). Начавшаяся после этого охота британского флота за «Бисмарком» спустя трое суток закончилась потоплением флагмана.

## Строительство
Тип «Бисмарк» (позднее был построен ещё один корабль этого типа — линкор «Тирпиц») первоначально создавался как наследник «карманных линкоров» и в основном предназначался для ведения рейдерских операций против торговых кораблей. Так, объём топливных резервуаров «Бисмарка» скорее характерен для тихоокеанских линкоров, а показанная на испытаниях в Балтийском море скорость в 30,1 узлов была одним из лучших в мире значений для таких кораблей. После спуска на воду второго французского линкора типа «Дюнкерк» проект был изменён в сторону дальнейшего увеличения размеров. «Бисмарк» был первым после Первой мировой войны полноценным линкором германского флота: вооружение, включавшее восемь 380-мм пушек SKC-34 в четырёх башнях, позволяло ему на равных противостоять любому линейному кораблю. Киль «Бисмарка» был заложен на верфи фирмы Blohm & Voss в Гамбурге 1 июля 1936 года. Корабль сошёл со стапелей 14 февраля 1939 года, в день святого Валентина. При спуске на воду присутствовали фюрер Адольф Гитлер и внучка князя Бисмарка Доротея фон Лёвенфельд, по традиции «окрестившая» корабль бутылкой шампанского. 24 августа 1940 года линкор был сдан под командование капитану первого ранга Эрнсту Линдеману. Установка оборудования и испытания продолжались до весны 1941 года.

## Боевая история

### Прорыв в Атлантику
Операция «Рейнские учения» (нем. Rheinübung) предусматривала выход «Бисмарка» и тяжёлого крейсера «Принц Ойген» (нем. Prinz Eugen) в Атлантику через Датский пролив. Главной целью операции были корабли снабжения на британских морских коммуникациях. Предполагалось, что «Бисмарк» будет оттягивать на себя корабли конвоя, чтобы дать «Принцу Ойгену» возможность атаковать и уничтожать транспортные корабли. Назначенный командовать операцией адмирал Гюнтер Лютьенс просил командование отложить начало операции, чтобы к ней смогли присоединиться также проходивший испытания «Тирпиц», ремонтируемый «Гнейзенау» или стоявший в Бресте линкор «Шарнхорст». Главнокомандующий германским флотом гросс-адмирал Эрих Редер ответил отказом. 18 мая 1941 года «Бисмарк» и «Принц Ойген» вышли с базы кригсмарине в Готенхафене (ныне польский порт Гдыня).
20 мая «Бисмарк» был замечен со шведского крейсера «Готланд»; в тот же день об эскадре, включавшей два больших корабля, сообщили члены норвежского Сопротивления. 21 мая 1941 года британское Адмиралтейство получило от своего военного атташе в Швеции сообщение о том, что в проливе Каттегат были замечены два больших корабля. С 21 по 22 мая германское соединение вставало на стоянку во фьордах возле норвежского города Берген, где «Бисмарк» и «Принц Ойген» были перекрашены на серо-стальной окрас океанского рейдера, а «Принц Ойген» дополнительно принял топливо с танкера «Воллин». «Бисмарк» дозаправки не сделал, что, как выяснилось позже, было серьёзной ошибкой.
Во время стоянки корабли были замечены и сфотографированы с самолёта-разведчика британских ВВС «Спитфайр». Теперь британская сторона идентифицировала «Бисмарк». На место стоянки были отправлены британские бомбардировщики, однако к тому времени германские корабли покинули место стоянки. «Бисмарк» и «Принц Ойген» незамеченными прошли Норвежское море и пересекли Северный полярный круг. Британцы их не смогли обнаружить, так как искали их значительно южнее.
Командующий британским Хоум-флитом адмирал Джон Тови направил линейный крейсер «Худ» и линкор «Принц Уэльский» (HMS Prince of Wales) с эсминцами сопровождения к юго-западному побережью Исландии.
Крейсер «Саффолк» (HMS Suffolk) должен был присоединиться к уже находящемуся в Датском проливе крейсеру «Норфолк» (HMS Norfolk). Лёгкие крейсера «Манчестер» (HMS Manchester), «Бирмингем» (HMS Birmingham) и «Аретьюза» (HMS Arethusa) должны были патрулировать пролив между Исландией и Фарерскими островами. Ночью 22 мая сам адмирал во главе соединения, состоявшего из линкора «Кинг Джордж V» и авианосца «Викториес» с кораблями охранения, вышел из базы британского флота в бухте Скапа-Флоу на Оркнейских островах. Флотилия должна была дожидаться появления германских кораблей в водах к северо-западу от Шотландии, где к ней должен был присоединиться линейный крейсер «Рипалс» (HMS Repulse).
Вечером 23 мая в наполовину перекрытом льдом Датском проливе в густом тумане «Норфолк» и «Саффолк» вступили в визуальный контакт с германской флотилией. «Бисмарк» открыл огонь по «Норфолку». Британские корабли передали сообщение своему командованию и отступили в туман, продолжая следовать за противником по радарам на расстоянии 10—14 миль. После стрельбы на «Бисмарке» отказал носовой радар, поэтому Лютьенс приказал «Принцу Ойгену» двигаться впереди «Бисмарка». Для сложности опознания на кораблях были закрашены в тёмный цвет верхние части орудийных башен и закрыты брезентом свастики на палубах.

### Бой в Датском проливе
Британские корабли «Худ» и «Принц Уэльский», шедшие на перехват «Бисмарка», установили визуальный контакт с немецким соединением рано утром 24 мая 1941 года. Британские корабли начали бой в 5:52 утра на расстоянии 22 км. Вице-адмирал Холланд, командовавший британской группой, приказал открыть огонь по первому кораблю, ошибочно считая его «Бисмарком». На «Принце Уэльском» поняли ошибку и открыли огонь по второму немецкому кораблю. Германская сторона некоторое время не отвечала: адмирал Лютьенс имел приказ не вступать в бой с военными кораблями противника, если они не входят в конвой. Однако после нескольких британских залпов капитан Линдеман заявил, что не позволит безнаказанно стрелять по своему кораблю. «Принц Ойген» и «Бисмарк» открыли ответный огонь по «Худу». Холланд понял свою ошибку, но его приказ, по-видимому, не дошёл до поста управления огнём, так как «Худ» до конца продолжал стрелять по «Принцу Ойгену».
В 5:56 «Принц Уэльский» шестым залпом добился попадания: снаряд пробил топливные цистерны, вызвав обильную утечку топлива и поступление воды в цистерны. В результате «Бисмарк» стал оставлять нефтяной след. Но минуту спустя «Худ» получил попадания от второго залпа «Принца Ойгена» и третьего залпа «Бисмарка», на корме и у миделя корабля начались пожары. «Бисмарк» получил попадание от девятого залпа «Принца Уэльского» ниже ватерлинии, а минуту спустя и третье. К 6:00 корабли находились на расстоянии 16—17 км. В это время на «Худе» раздался очень мощный взрыв, вероятно, вызванный попаданием пятого залпа «Бисмарка» в хранилище боезапаса. В результате корабль разорвало на две части, нос и корма взлетели в воздух, и он затонул за считанные минуты. Кроме трёх человек, вся команда, состоявшая из 1418 человек, погибла.
Линкор «Принц Уэльский» продолжал бой, но очень неудачно: он был вынужден пойти на сближение до 14 км с двумя немецкими кораблями, чтобы избежать столкновения с тонущим «Худом». К тому же «Принц Уэльский» был новым кораблём, на нём всё ещё не были закончены работы по окончательной установке орудий, и рабочие верфи пытались во время боя отремонтировать заклинившие орудия носовой четырёхорудийной башни. Линкор прикрылся дымовой завесой и вышел из боя, в ходе которого он получил семь попаданий.
Капитан Линдеман предложил начать погоню и потопить «Принца Уэльского», однако адмирал Лютьенс принял решение продолжать поход.
На «Бисмарке» был выведен из строя один из генераторов, в котельное отделение № 2 начала поступать вода, пробиты две топливные цистерны, имелся дифферент на нос и крен на правый борт. Лютьенс решил вести «Бисмарк» на ремонт во французский порт Сен-Назер, откуда после ремонта он мог беспрепятственно выйти на просторы Атлантики. Кроме того, позже к нему могли присоединиться «Шарнхорст» и «Гнейзенау». Капитану «Принца Ойгена» было приказано продолжать атаки на британские конвои самостоятельно.

### Погоня за «Бисмарком»
«Норфолк», «Саффолк» и «Принц Уэльский» продолжали преследовать немцев, сообщая об их расположении. Гибель «Худа» была крайне болезненно воспринята в британском Адмиралтействе, для расследования её обстоятельств позднее была учреждена специальная комиссия. Большая часть находившихся в Северной Атлантике британских военных кораблей была привлечена к охоте за «Бисмарком», включая корабли охранения многих конвоев. Так, находившимся к западу от Ирландии линкору «Родни» (HMS Rodney) и трём из четырёх эсминцев, сопровождавших превращённый в военный транспорт лайнер «Британник» (Britannic), утром 24 мая было приказано оставить конвой и присоединиться к соединению адмирала Тови. Дополнительно были задействованы ещё два линкора и два крейсера. Соединение «H», стоявшее в Гибралтаре, также было приведено в готовность на случай, если «Бисмарк» будет двигаться в их направлении.
24 мая в 18:14 «Бисмарк» в тумане развернулся прямо на своих преследователей. В коротком обмене залпами попаданий не было, однако британские корабли были вынуждены уклониться, и «Принц Ойген» успешно прервал контакт. «Принц Ойген» пришёл во французский Брест через 10 дней. В 21:32 Лютьенс сообщил командованию, что из-за нехватки топлива «Бисмарк» не может продолжать попытки стряхнуть преследователей и вынужден идти прямо в Сен-Назер.
Вечером 24 мая адмирал Тови приказал авианосцу «Викториес» сократить дистанцию, и в 22:10 с него стартовали 9 торпедоносцев «Суордфиш». Под сильным огнём они атаковали линкор и добились одного торпедного попадания по правому борту. Несмотря на плохую погоду, темноту, неопытность экипажей и поломку наводящего радиомаяка, все самолёты к 02:30 смогли вернуться на «Викториес». Серьёзных повреждений причинено не было, единственное торпедное попадание пришлось в главный броневой пояс. Экипаж «Бисмарка» потерял одного человека (первая потеря немцев за время похода). Для защиты от налёта были задействованы все зенитные орудия и даже крупнокалиберные пушки, «Бисмарк» увеличил скорость, выполнял манёвры уклонения от торпед. В результате парусиновые пластыри, заведённые на пробоину в носовой части, отошли, усилилась течь и дифферент на нос. Котельное отделение № 2 было окончательно затоплено.
В ночь с 24 на 25 мая «Бисмарк», воспользовавшись тем, что его преследователи, по-видимому, опасаясь возможной атаки подводных лодок, начали совершать зигзаги, прервал контакт. В 4:01 25 мая «Саффолк» сообщил: «контакт с неприятелем потерян».

### Обнаружение
Однако на «Бисмарке», по-видимому, продолжали принимать сигналы радара «Саффолка», и в 7:00 утра 25 мая Лютьенс сообщает командованию, что преследование продолжается, а в 9:12 передаёт ещё одну, весьма длинную, радиограмму. Вечером командование сообщает Лютьенсу, что британцы, по-видимому, его потеряли, и приказывает сообщить данные о своём положении и скорости, если это не так. Ответной радиограммы Лютьенс не посылает, но радиоперехват утренних сообщений позволял британской стороне приблизительно определить местоположение «Бисмарка». Тем не менее Тови ошибочно заключил, что «Бисмарк» направляется к проливу между Исландией и Фарерскими островами, и его соединение начало движение на северо-восток.
В 10:10 26 мая «Бисмарк» был обнаружен в 690 морских милях к северо-западу от Бреста американо-британским экипажем гидроплана «Каталина» британского командования береговой авиации. Самолёт вылетел на поиски с базы Касл Аркдэйл на озере Лох-Эрн в Северной Ирландии. В тот момент за штурвалом гидроплана находился Леонард Б. Смит, энсин военно-морских сил США, неофициально, в силу того, что его страна на тот момент не участвовала в войне, состоявший в качестве инструктора, а также второго пилота на гидропланах «Каталина» в 209 эскадрилье RAF. Чтобы избежать плотного зенитного огня, Смит спешно сбросил глубинные бомбы и увёл гидроплан в облака, срочно сообщив по радио об обнаружении линкора, но в дальнейшем потеряв противника из виду. Позднее в этот же день «Бисмарк» был также обнаружен двумя другими американскими пилотами — лейтенантом Джонсоном из 240 эскадрильи RAF и энсином Рейнхартом из 210 эскадрильи RAF. Лютьенсу оставалось примерно 690 миль до Бреста (Франция). Это означало, что при приближении к берегам оккупированной Франции он вскоре смог бы использовать для прикрытия своего корабля с воздуха самолёты люфтваффе.
Единственным британским соединением, способным замедлить «Бисмарк», было соединение «H» под командованием адмирала Соммервилла, которое вышло из Гибралтара, имея в своём составе авианосец «Арк Ройял» (HMS Ark Royal). В 14:50 с него к месту обнаружения вылетели торпедоносцы-бипланы «Суордфиш». К тому времени в этом районе находился отделившийся от соединения для установления контакта с «Бисмарком» британский крейсер «Шеффилд», и не оповещённые об этом пилоты ошибочно начали торпедную атаку. К счастью для британцев, ни одна из 11 выпущенных торпед не попала в цель. После этого плохо показавшие себя в этой атаке магнитные взрыватели на торпедах было решено заменить на контактные.
К 17:40 «Шеффилд» установил визуальный контакт с «Бисмарком» и начал преследование. В 20:47 пятнадцать торпедоносцев с «Арк Ройял» начали вторую атаку на «Бисмарк». Две машины велись пилотами настолько низко, что команды скорострельной малокалиберной артиллерии находились выше атакующих и с трудом различали их на фоне волнующегося моря. Британский пилот тихоходного биплана «Суордфиш» Джон Моффат добился попадания, которое имело решающее последствия: пытаясь уклониться от торпеды, «Бисмарк» повернул влево, и торпеда вместо пояса брони по правому борту попала в кормовую часть, причинив тяжёлое повреждение рулевого механизма и заклинив рули. «Бисмарк» потерял возможность маневрировать и начал описывать циркуляции. Попытки восстановить управляемость успеха не принесли, и линкор стал двигаться на северо-запад.
Около 21:45 «Бисмарк» открыл огонь по «Шеффилду», ранив 12 (по другим сведениям, 13) человек, а ночью вступил в бой с британским соединением, состоявшим из эсминцев «Казак» (HMS Cossack), «Сикх» (HMS Sikh), «Зулус» (HMS Zulu) и «Маори» (HMS Maori), вместе с переданным Великобританией польскому флоту эсминцем «Гром» (Piorun). Ни та, ни другая сторона не добилась прямых попаданий. К утру была дана команда остановить машины. Корабль уже был в радиусе действия бомбардировочной авиации Германии, но она не оказала помощи «Бисмарку». Инженер-капитан Юнак (нем. Junack) запросил мостик о разрешении дать хотя бы малый ход по технической необходимости. С мостика ответили: «Ах, делайте, что хотите». Кораблю был дан малый ход. В 8:15 была в последний раз объявлена боевая тревога.

### Потопление
27 мая в 08:00 утра «Родни» и «Король Георг V» подошли к «Бисмарку» на расстояние 21 морской мили (39 км). На тот момент видимость была только 10 морских миль (19 км) и волнение моря достигало 4—5 баллов. Ветер дул с северо-запада, по силе равный 6—7 баллам. «Родни» держался курса на север так, чтобы вести огонь по «Бисмарку» с достаточной дистанции, в то время как «Король Георг V» принял в сторону.
Огонь был открыт в 08:47. «Бисмарк» ответил огнём, но его неспособность уклоняться и крен негативно влияли на точность стрельбы. Низкая скорость (семь узлов) также сделала корабль лёгкой целью для тяжёлых крейсеров «Норфолк» и «Дорсетшир», объединивших свою огневую мощь. В 09:02 8-дюймовый (203-миллиметровый) снаряд с «Норфолка» поразил главный дальномерный пост на фок-мачте. При этом был убит офицер Адальберт Шнейдер, награждённый Рыцарским Крестом в ранние часы того же самого утра за участие в потоплении «Худа». В 09:08 406-мм снаряд с «Родни» поразил обе носовые башни «Бисмарка», «Anton» и «Bruno», выведя из строя последнюю. Одновременно другим попаданием разрушило передовой контрольный пункт, убив большинство высших офицеров. Кормовые башни корабля «Caesar» и «Dora» продолжали стрельбу на близкой дистанции, но попаданий не добились.
В 09:21 «Dora» была подбита. Команде «Anton» удалось произвести один последний залп в 09:27. В 09:31 «Caesar» дала свой последний залп и тогда же вышла из строя. Близкие разрывы снарядов этого залпа повредили «Родни», заклинив торпедные аппараты. Огонь «Бисмарка» в ходе всего сражения был сосредоточен на «Родни», возможно, в надежде на достижение успеха, подобного достигнутому в противостоянии с «Худом». Когда адмирал Гернси наблюдал это, он заметил: «Слава Богу, немцы стреляют по „Родни“».
После 44 минут боя тяжёлые орудия «Бисмарка» смолкли. «Родни» подошёл на дальность прямого выстрела (приблизительно 3 км), в то время как «Король Георг V» продолжал стрельбу с большего расстояния.
«Бисмарк» не спускал боевого флага. Британцы не испытывали желания оставить «Бисмарк» в покое, но и тот не подавал признаков сдачи, несмотря на неравную борьбу. Запасы топлива и снарядов британской эскадры были невелики. Это создавало дополнительные трудности для линейных кораблей, стремившихся потопить боевую единицу, подобную «Бисмарку», несмотря на численное превосходство. Однако, когда стало очевидно, что их враг не сможет достигнуть порта, «Родни», «Король Георг V» и эсминцы были отозваны домой. Крейсерам было приказано добить «Бисмарк» торпедами. «Норфолк» использовал свои последние торпеды, подключившийся к атаке «Дорсетшир» выпустил три 533-мм торпеды, которые поразили «Бисмарк» на короткой дистанции.
Верхняя палуба линейного корабля была почти полностью разрушена, но его машины всё ещё функционировали. Иоганн Ганс Циммерман (кочегар котельного отделения «Бисмарка») рассказывал о забортной воде, подступавшей к линии подачи топлива к котлам, что заставило механиков уменьшать скорость до семи узлов, опасаясь взрыва.
Был отдан приказ открыть кингстоны и покинуть корабль. Многие из команды прыгали за борт, но с нижних палуб только нескольким морякам удалось выбраться живыми. Капитан Линдеман считался убитым со всеми офицерами после того, как мостик был поражён 16-дюймовым (406-миллиметровым) снарядом. Неясно также, он ли отдавал приказ покинуть корабль, или же нет. В то же время, некоторые из спасшихся настаивали, что видели капитана живым, добровольно оставшимся со своим идущим ко дну кораблём.
«Бисмарк» ушёл под воду в 10:39 утра, встав на дне на ровный киль. Некоторые из членов команды не делали попытки отплыть подальше, но карабкались на днище и ушли под воду вместе с кораблём, с поднятыми для приветствия руками. Не зная его судьбы, Группа «Запад» — немецкая командная база — продолжала посылать сигналы на «Бисмарк» ещё несколько часов, пока агентство «Рейтер» не сообщило в новостях из Великобритании — «корабль потоплен». В Великобритании, в Палате общин, сообщили о потоплении «Бисмарка» в тот же день. Крейсер «Дорсетшир» и эсминец «Маори» остались, чтобы спасти оставшихся в живых, но из-за тревоги, поднятой с появлением немецкой подводной лодки, покинули место битвы, сумев спасти 111 моряков «Бисмарка» и бросив остатки команды в воде. Среди спасённых был корабельный кот Сэм. Вечером немецкая подводная лодка U-74 подобрала трёх оставшихся в живых немецких моряков, спасшихся на надувном плоту. Ещё двух моряков на надувном плоту подобрало следующим утром немецкое метеорологическое судно «Заксенвальд». Всего из 2220 человек команды «Бисмарка» выжило 116 человек и кот по кличке Непотопляемый Сэм.
После этого боя Джон Тови написал в своих мемуарах: «„Бисмарк“ дал самый героический бой при самых невозможных условиях, достойный старых дней Имперского немецкого Флота, и он ушёл под воду с поднятым флагом». Адмирал хотел сказать это публично, но Адмиралтейство возразило: «По политическим причинам важно, чтобы ничего из чувств, выраженных Вами, не было предано гласности, однако мы восхищаемся героической схваткой».
Вопрос о причинах, вызвавших гибель корабля, долгое время являлся предметом дискуссий: торпеды ли с «Дорсетшира» причинили смертельное повреждение, или же корабль затонул в результате действий трюмной команды, получившей приказ открыть кингстоны. Существует мнение, что остойчивость корабля была нарушена совместным действием этих факторов. Как бы то ни было, подводная экспедиция Д. Камерона к затонувшему кораблю показала, что кингстоны корабля открыты.

### Действия немецких подводных лодок во время похода «Бисмарка»
Немецкие подводные лодки, ведущие в составе «волчьих стай» в Атлантическом океане охоту на конвои сил союзников, были оповещены о выходе в поход «Бисмарка» и «Принца Ойгена».
24 мая в радиограмме подлодкам сообщалось о победе «Бисмарка» над «Худом» и рекомендовалось в будущем руководствоваться приказами, учитывающими операции «Бисмарка».
25 мая в нескольких сотнях миль от «Бисмарка» подводной лодкой U-557 был обнаружен и атакован крупный конвой.
26 мая лодка получила приказ передать свои координаты другим подводным лодкам для совместной атаки.
Утром 27 мая подводными лодками был получен приказ:

Всем срочно. Подводным лодкам, сохранившим запас торпед, немедленно на максимальной скорости следовать к «Бисмарку» в сетку квадрата БЕ-29.
Приказание было получено с опозданием на 8 часов: подписано оно было в 21:15, 26 мая, когда многие лодки участвовали в атаке конвоя и скрывались под водой от эскортов, не имея возможности принять приказ. К тому же, в это время лодки оттянулись за конвоем на север от «Бисмарка». U-556 передала радиограмму о том, что «Бисмарк» ведёт безнадёжный бой. В 11:25 из штаба была получена радиограмма:

Бисмарк стал жертвой массированного огня противника. Всем находящимся поблизости подлодкам вести поиск спасшихся членов экипажа линкора.
Вечером 27 мая, после нескольких часов поисков, подводная лодка U-74 подобрала трёх оставшихся в живых моряков.
Придя 29 мая, через два дня и семь часов после гибели корабля, в квадрат БЕ-65, U-556 обнаружила только множество плавающих обломков и толстый слой нефти на воде. После дня поисков лодка вернулась в район патрулирования.

## Влияние на дальнейшие боевые действия
Последний бой «Бисмарка» показал, насколько трудно линейному кораблю потопить другой линейный корабль, даже при численном превосходстве. С другой стороны, решающее попадание в «Бисмарк» было произведено одной торпедой с небольшого самолёта. Точно неизвестно, что послужило причиной гибели линкора. По словам участников экспедиции к останкам корабля, возможной причиной затопления стал подрыв корабля командой, а не английская торпеда. В зоне попадания торпеды отчётливо видно, что на противоторпедной переборке нет повреждений. Попадание торпеды не потопило корабль, а сломало руль, что дало время для подхода к месту сражения главных сил британского флота. Гибель «Бисмарка» явилась яркой иллюстрацией утраты линкорами главенствующего положения во флоте. Эта роль перешла к авианосцам.
Тем не менее Уинстон Черчилль утверждал:

Хотя заслуга принадлежит всем, не следует забывать, что исход затянувшегося сражения был предопределён первым ударом, нанесённым «Бисмарку» орудиями линкора «Принц Уэльский», именно линкоры сыграли решающую роль как в начале, так и в конце боя— Уинстон Черчилль, «Вторая Мировая война», т. 3, гл. 17
Немецкое военно-морское командование вскоре отказалось от рейдерских действий надводного флота и сделало основную ставку на неограниченную подводную войну. Второй корабль типа «Бисмарк», линкор «Тирпиц», повреждённый британскими мини-подлодками и несколько лет простоявший под защитой бонового заграждения и намытого мола в норвежском фьорде Тромсё (норв. Tromsö), за всю войну не произвёл ни одного залпа по неприятельским кораблям. Он был потоплен 12 ноября 1944 года в результате массированного налёта британской авиации с участием торпедоносцев «Барракуда» и бомбардировщиков «Ланкастер», использовавших специально изготовленные для этого случая авиабомбы весом 5,4 т. При этом погибли 28 офицеров и 874 человека команды. Однако британцы были вынуждены сохранять значительные морские и воздушные силы, на случай, если стоявший в Тромсё-фьорде линкор выйдет в море.

## Обнаружение
Поиск затонувшего линкора был начат ещё в июне 1988 года океанографом и исследователем Робертом Баллардом. Первая экспедиция окончилась безрезультатно, но вторая принесла успех — обломки Бисмарка были обнаружены 8 июня 1989 года в точке с примерными координатами 48°10′ с. ш. 16°12′ з. д., примерно в 960 км к западу от побережья Франции. Обломки, изученные при помощи дистанционно управляемого автономного глубоководного аппарата «Argo», находятся на глубине 4790 метров на склоне потухшего подводного вулкана (крутизна уклона составляет 14,5°) высотой около 1000 метров. Корпус затонувшего линкора сполз по склону почти на 1500 метров от места падения, на котором остался заметный ударный кратер, созданный в донных отложениях массивным корпусом при соприкосновении с дном. Корпус лежит на дне почти на ровном киле и примерно до ватерлинии занесён донными отложениями. В ходе погружения все 4 башни орудий главного калибра выпали и лежат отдельно. Кормовая часть также утрачена (вплоть до шпангоута 10,5). Помимо этого потеряны: верхняя часть передней надстройки, дымовая труба, грот-мачта, правый кран (левый лежит на барбете башни «Цезарь»), щиты 105-мм орудий и часть прочих конструктивных элементов. Носовая надстройка с левого борта очень сильно повреждена огнём британских кораблей. Но в целом остов корабля и поныне находится в относительно хорошем состоянии. Так, например, до сих пор сохранился деревянный настил палубы, а свастики в носовой и кормовой оконечностях всё ещё заметны.
Как показывают реконструкции, Бисмарк затонул, опрокинувшись на борт, затем (уже под водой) перевернулся вверх килем, что вызвало «выпадение башен из своих гнёзд»; далее вновь перевернулся уже килем вниз и в таком положении соприкоснулся с дном и съехал по склону вулкана. В ходе погружения, возможно вследствие переворотов корпуса, часть кормовой оконечности разрушилась либо отделилась.
В июне 2001 года к обломкам Бисмарка впервые спустились люди (в ходе экспедиции Майкла МакДоуэлла, «Deep Ocean Expeditions») на обитаемых глубоководных аппаратах «Мир». Базой экспедиции было российское научно-исследовательское океанографическое судно «Академик Мстислав Келдыш».
С 9 по 13 июня 2001 года к обломкам Бисмарка погружался дистанционно управляемый автономный глубоководный аппарат «Магеллан-275» (в рамках экспедиции под руководством Дейвида Мернза по обнаружению и исследованию обломков линейного крейсера Hood).
В мае-июне 2002 года в ходе экспедиции под руководством Джеймса Кэмерона было осуществлено 6 погружений на аппаратах «Мир» к обломкам линкора (базой также выступало судно «Академик Мстислав Келдыш»). Экспедиция, в частности, обнаружила отсутствие у корпуса линкора внешней обшивки ниже ватерлинии (между шпангоутами 32 и 202,7), вероятно, утраченной при ударном соприкосновении корпуса с дном. На основе данных, полученных в результате проведения экспедиции, был снят документальный фильм «Экспедиция Бисмарк».
В 2002 и 2005 году Майкл МакДоуэлл вновь организовывал экспедиции к затонувшему кораблю с использованием аппаратов «Мир» (6 и 4 спусков соответственно). Экспедиция 2005 года пока что является последней.
В целом изучение остова затонувшего корабля показало, что цитадель линкора ни разу не была пробита с бортов, то есть настильным огнём. Большие вмятины на броневом поясе, вероятно, свидетельствуют о том, что часть снарядов британских линкоров рикошетировала от бортовой брони Бисмарка.
Кормовая часть корпуса до сих пор не обнаружена, что свидетельствует о том, что она откололась от основной части корпуса при его погружении на дно.
Картина повреждений корпуса указывает на то, что непосредственной причиной затопления было не нарушение целостности цитадели корабля от воздействия огня орудий главного калибра британских линкоров, а открытие кингстонов командой линкора (это предположение находит своё подтверждение в показаниях выживших членов экипажа линкора).
Также точно не установлено была ли пробита цитадель через палубы, то есть сверху.

## Галерея
- Линкор «Бисмарк» после спуска на воду.
- Гребные винты «Бисмарка».
- Командир «Бисмарка» Эрнст Линдеман (1894—1941)
- Поднятие кормового флага на «Бисмарке».
- Линкор «Бисмарк» в походе.
- Линкор «Родни» обстреливает «Бисмарк».

## В массовой культуре
- В 1960 году режиссёр Льюис Гильберт снял фильм «Потопить „Бисмарк“!» (англ. Sink the Bismarck!).
- В 1992 году нидерландская дэт-метал-группа «Asphyx» выпустила песню «M.S.Bismark» в составе альбома «Last one on Earth».
- Теннесси Эрни Форд. «Потопление Бисмарка»
- Эпизод документального сериала «Секунды до катастрофы», где рассказывается, что причиной гибели корабля стал ряд ошибок Гитлера и командования Третьего Рейха.
- В 2002 году Джеймс Кэмерон после года подготовки, на российском научно-исследовательском океанографическом судне «Академик Мстислав Келдыш» организовал экспедицию двух батискафов на глубину 4800 метров к «Бисмарку», о чём и снял фильм «Экспедиция „Бисмарк“[англ.]» для канала Discovery[14].
- В 2019 году шведская пауэр-металл группа Sabaton выпустила сингл «Bismarck».

## Стендовый моделизм
Линкор Bismarck широко представлен в стендовом моделизме. Сборные пластиковые модели-копии линкора в масштабе 1/200,1/350,1/400,1/700,1/1200 выпускаются фирмами Звезда, Моделист (Россия), Ревелл (Германия), Трумпетер (Китай), Тамия (Япония) и другими.